# Wanted (film 2009)
Wanted è un film del 2009 diretto da Prabhu Deva.

## Trama
Radhe, un criminale disposto a far qualsiasi cosa per soldi, si innamora di Jhanvi, un'istruttrice di fitness che vive con la madre vedova e il fratello più piccolo. Sebbene Jhanvi ricambi i suoi sentimenti, nessuno dei due riesce a esternare il proprio amore fino al giorno in cui Talpade, un egoista ispettore di polizia già sposato, manifesta il suo interesse per la ragazza. Ben presto, il boss della malavita Ghani Bhai arriva in India per un omicidio e incarica Radhe di portare a termine il compito, provocando con una lotta tra gang rivali il forte desiderio di ristabilimento dell'ordine con qualsiasi mezzo del commissario Ashraf Khan.

## Produzione
Thriller d'azione indiano è recitato in lingua hindi. La pellicola è un remake del film Pokiri (Rogue) del 2006. Le riprese si sono svolte principalmente a Mumbai.

## Accoglienza
Wanted è uscito il 18 settembre 2009, ricevendo recensioni positive dalla critica che ne ha apprezzato interpretazione del cast, colonna sonora e sequenza d'azione. Il film ha incassato circa $11 milioni di dollari.